# Rotnacken-Honigfresser

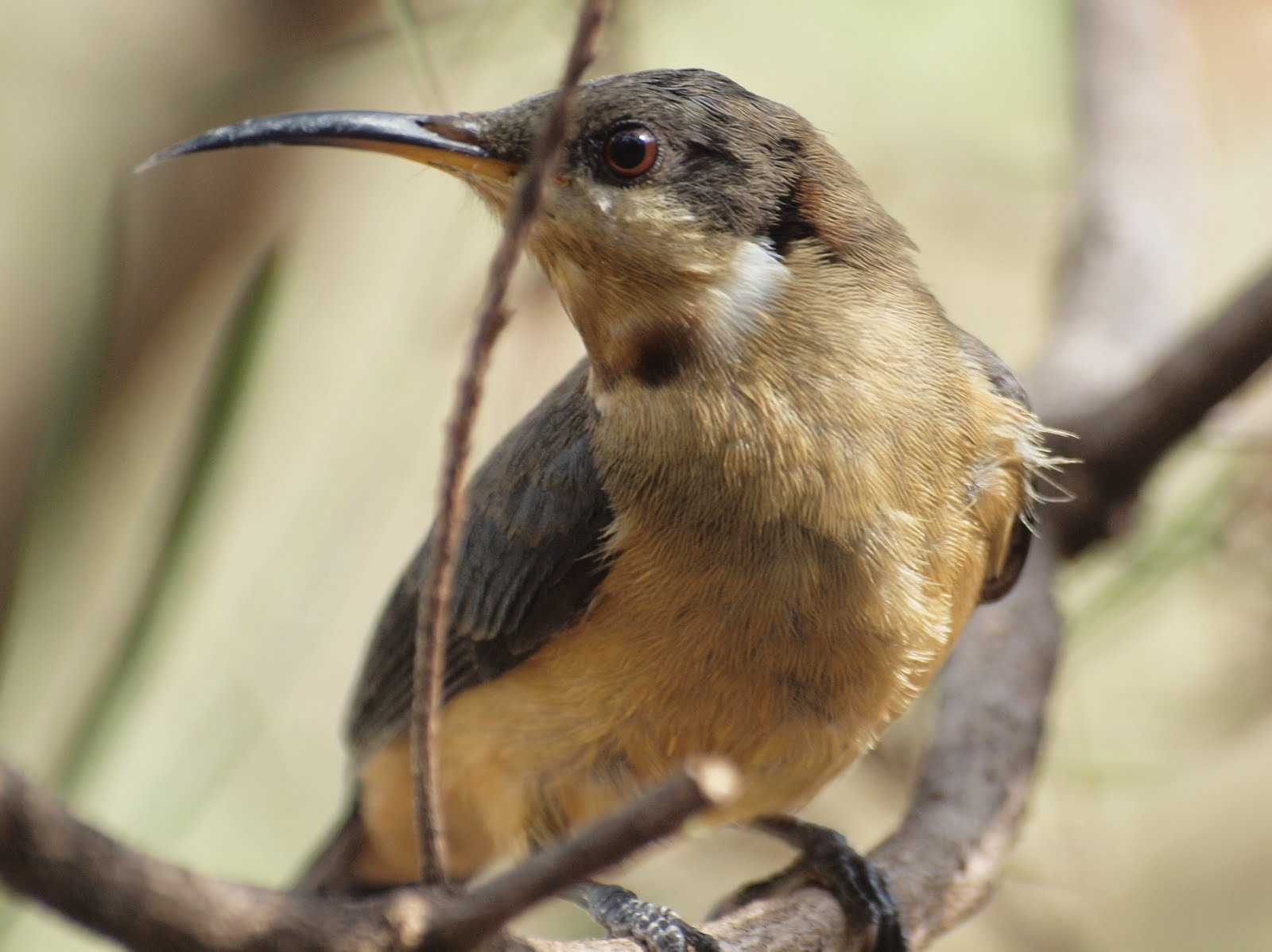
Rotnacken-Honigfresser, Weibchen

Der Rotnacken-Honigfresser (Acanthorhynchus tenuirostris) ist ein endemisch in Australien vorkommender Singvogel aus der Familie der Honigfresser.

## Merkmale
Rotnacken-Honigfresser erreichen eine Länge von 16 Zentimetern und ein Gewicht von bis zu 24 Gramm. Zwischen den Geschlechtern besteht bezüglich der Gefiederfarbe ein deutlicher Sexualdimorphismus. Die Männchen haben einen schwarzen Kopf, eine weiße Kehle, einen rotbraunen Nacken, breite gelbbraune Flanken und einen graubraunen Rücken. Von der weißlichen, schwarz eingefassten Brust hebt sich ein brauner Fleck ab. Der Bauch ist ebenfalls weißlich gefärbt. Die Flügel sowie die Schwanzfedern haben eine blaugraue Farbe. Weibchen zeigen schwächer ausgebildete Zeichnungselemente als die Männchen und sind wesentlich blasser gefärbt. Beide Geschlechter haben einen langen, schwärzlichen, leicht gebogenen Schnabel und eine rote Iris.

## Ähnliche Arten
Die Schwesterart, der Buntkopf-Honigfresser (Acanthorhynchus superciliosus) hat zwar ebenfalls einen rotbraunen Nacken, unterscheidet sich vom Rotnacken-Honigfresser bei den Männchen jedoch deutlich durch die rotbraune Brust, ein schwarzes Brustband, eine einfarbig graue Oberseite und einem grau/weiß/schwarz gemusterten Kopf. Die ähnliche Art kommt ausschließlich in südwestlichen Gebieten Australiens vor, sodass es keine geographische Überlappung der beiden Arten gibt. 

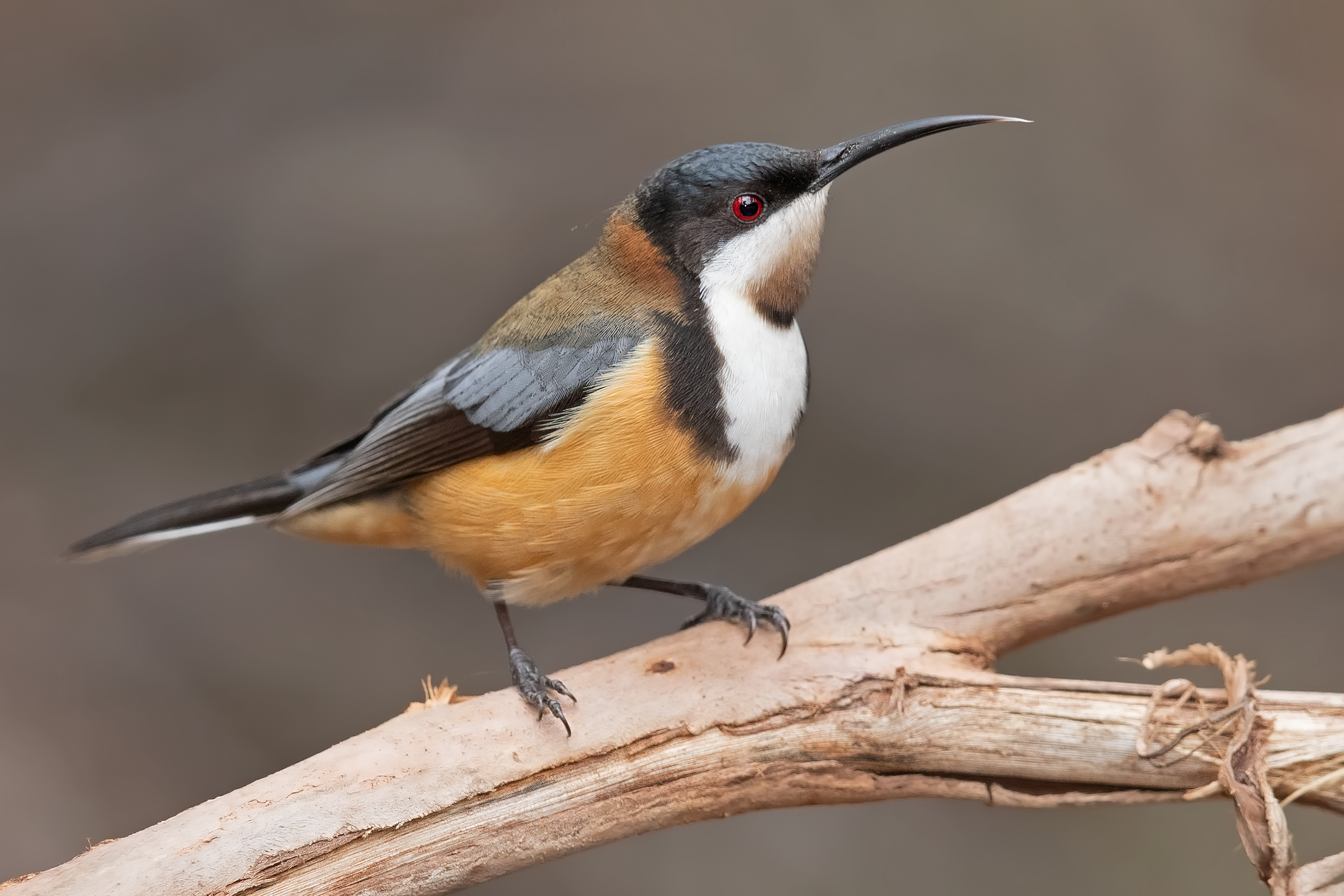
Rotnacken-Honigfresser
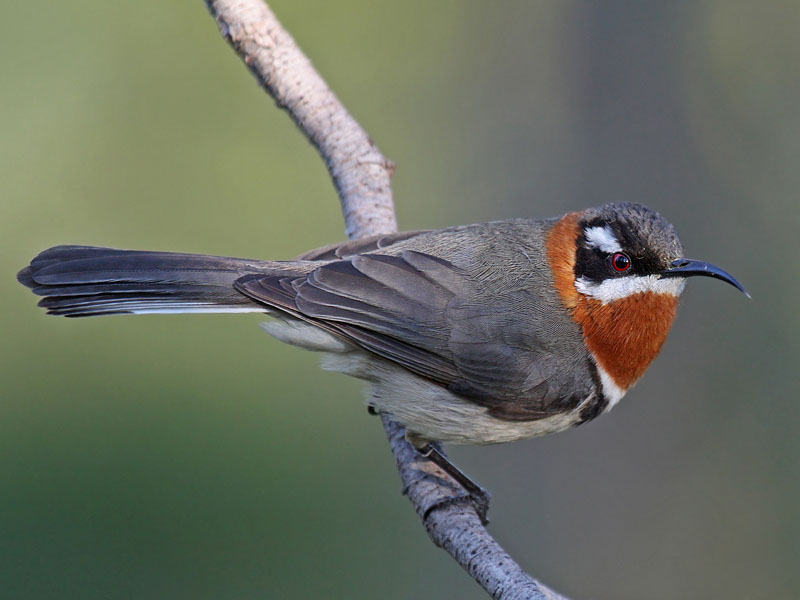
Buntkopf-Honigfresser

## Verbreitung, Unterarten und Lebensraum
Rotnacken-Honigfresser kommen im Osten und Südosten Australiens vor. Die Verbreitung erstreckt sich von Cooktown auf der Kap-York-Halbinsel entlang den Küsten von Queensland und New South Wales bis nach Victoria und in den Südosten von South Australia. Die Art kommt auch auf Tasmanien verbreitet vor. Bevorzugter Lebensraum sind Wälder und blütenreiche Steppen. Zuweilen besuchen die Vögel städtische oder private Gärten, wo sie auch die Blüten von Zierpflanzen als Nahrungsquelle annehmen. Die Höhenverbreitung reicht vom Meeresspiegel bis auf 1730 Meter. Folgende Unterarten werden geführt:
- Acanthorhynchus tenuirostris cairnsensis, Far North Queensland.
- Acanthorhynchus tenuirostris dubius, Ost- und Südostaustralien einschließlich Tasmanien.
- Acanthorhynchus tenuirostris halmaturinus, Mount Lofty Ranges, Flinderskette und Kangaroo Island.
- Acanthorhynchus tenuirostris tenuirostris, Zentrale Küstenregion von Queensland und Victoria.

## Lebensweise
Um ihren Energiebedarf zu decken, ernähren sich Rotnacken-Honigfresser in erster Linie von Blütennektar. Mit ihren langen gebogenen Schnäbeln dringen sie in die Blütenkelche ein und können so bis an tiefer gelegene Nektarquellen vordringen. Für die Pflanze hat das den Vorteil, dass sie dabei bestäubt wird. Zu den gern besuchten Blütenpflanzen zählen Eukalypten, Riemenblumengewächse, Zylinderputzer, die zu den Australheiden zählenden Epacris longiflora und Epacris impressa, Myrtenheiden, Banksien, Grevilleen und Schmetterlingsblütler. Neben Nektar ernähren sich die Rotnacken-Honigfresser auch von Insekten und deren Larven sowie von weiteren Wirbellosen, um eine ausreichende Versorgung mit Eiweiß sicherzustellen.
Die Brutzeit erfolgt in den Monaten August bis Januar. Es werden ein oder zwei Bruten ausgeführt. Das tassenförmige Nest wird aus Gras- und Rindenstreifen gefertigt und mit Federn und weichen Pflanzenfasern ausgekleidet. Es wird in einem kleinen buschigen Baum oder Strauch in einer Höhe zwischen einem bis zu 15 Metern über dem Erdboden angelegt. Ein Gelege enthält ein bis vier rosa Eier, die mit dunkelrotbraunen Flecken gesprenkelt sind. Das Weibchen bebrütet die Eier 13 bis 16 Tage bis zum Schlüpfen. Beide Eltern füttern die Küken bis zur Selbständigkeit.

## Gefährdung
Obwohl die Bestände des Rotnacken-Honigfressers im Rückgang begriffen sind, wird die Art von der Weltnaturschutzorganisation IUCN als „least concern = nicht gefährdet“ geführt.

## Galerie
Die nachfolgende Bildauswahl zeigt einige Blüten, die vom Rotnacken-Honigfresser gerne besucht werden:

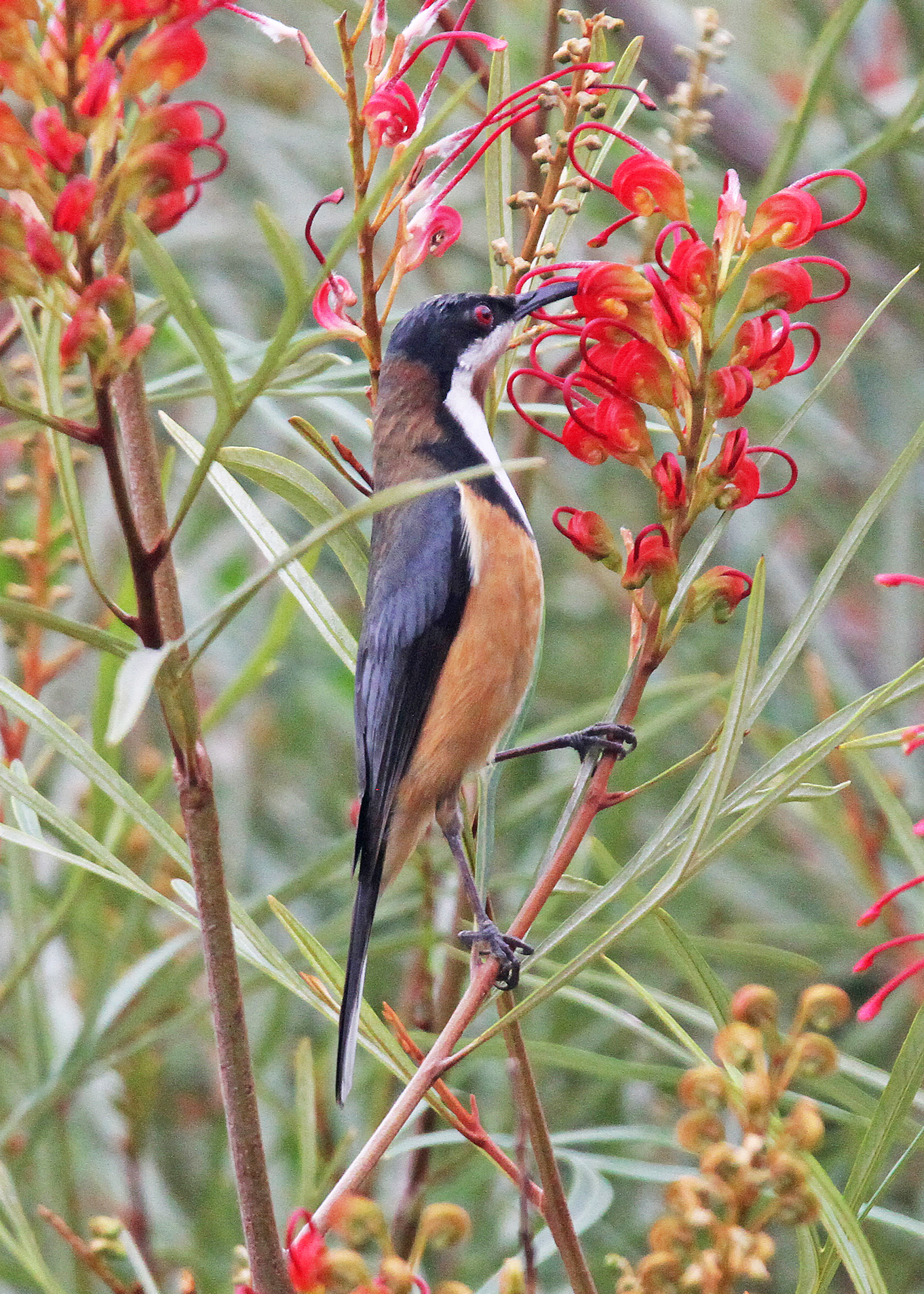
Grevillea
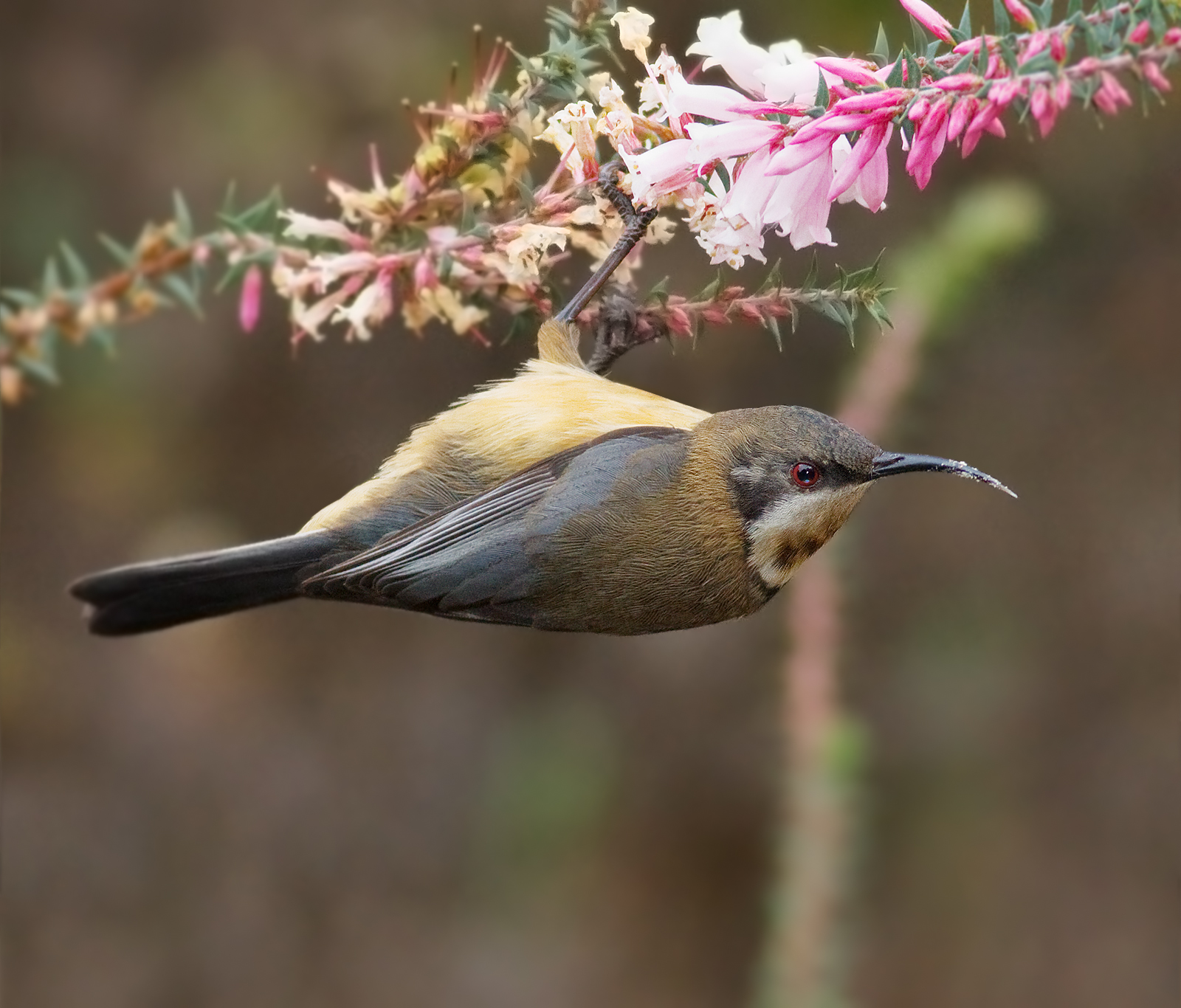
Epacris impressa
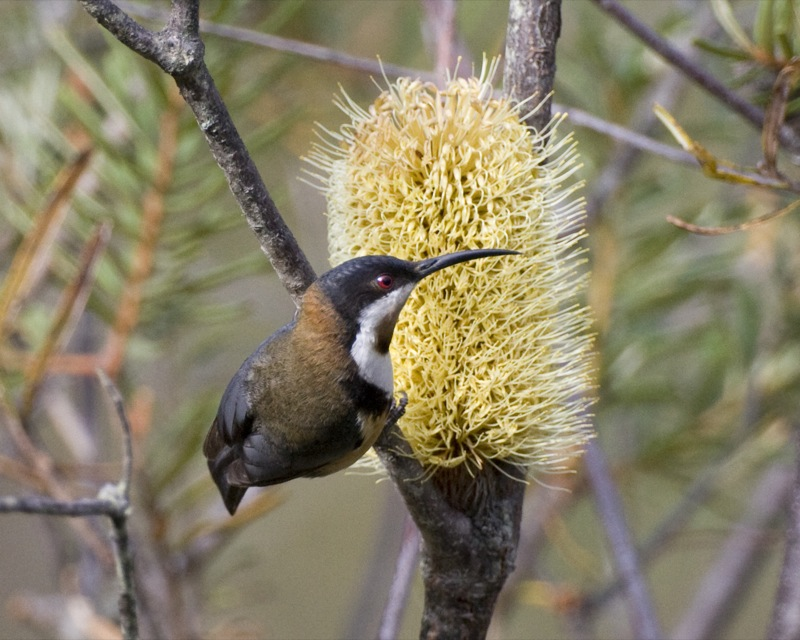
Banksia integrifolia
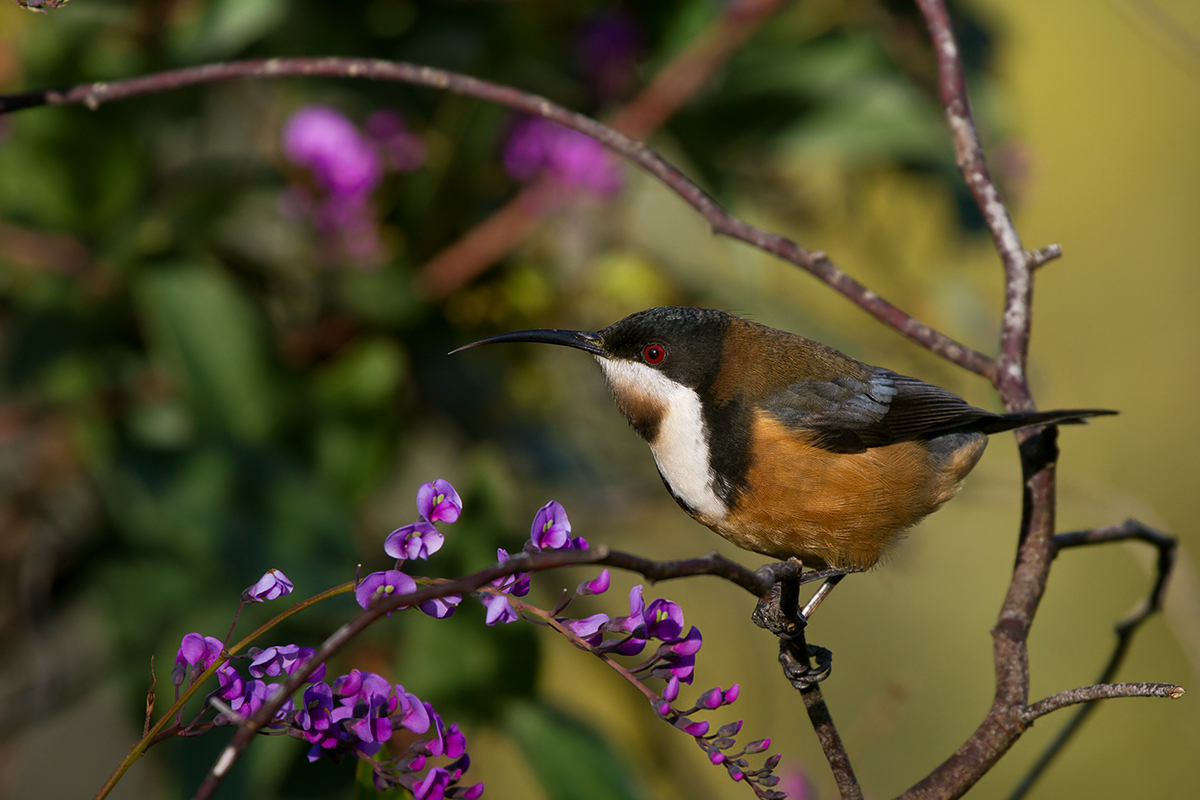
Hardenbergia violacea
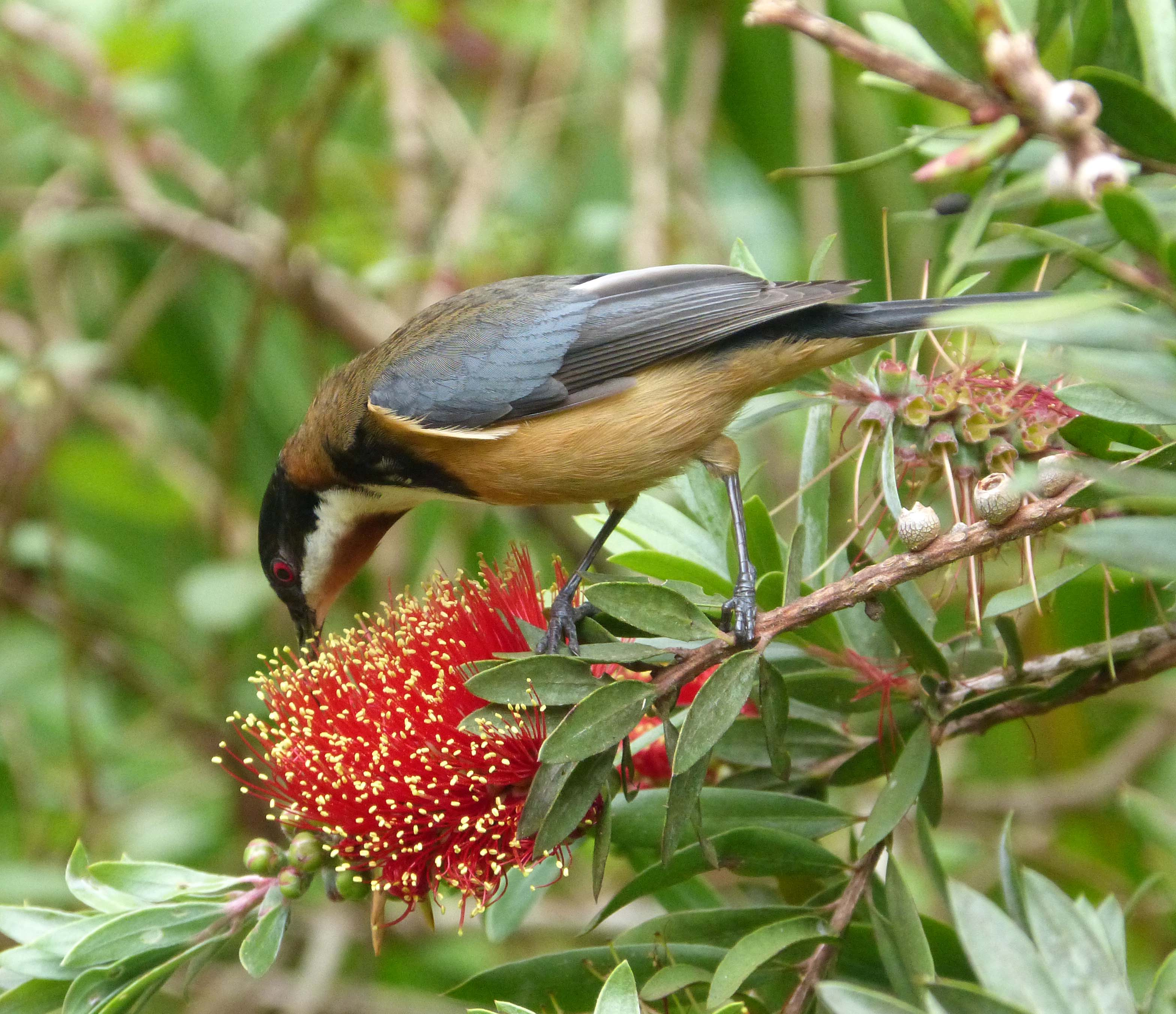
Zylinderputzer